# Kolagallu, Bellary
Kolagallu là một làng thuộc tehsil Bellary, huyện Bellary, bang Karnataka, Ấn Độ.